# Lenny (Lenny Kravitz)
| Recensione    | Giudizio |
| ------------- | -------- |
| AllMusic      |          |
| Rolling Stone |          |

Lenny è il sesto album in studio del cantante statunitense Lenny Kravitz, pubblicato il 30 ottobre 2001 dalla Virgin Records.

## Tracce
Testi e musiche di Lenny Kravitz, eccetto dove indicato.
1. Battlefield of Love – 3:17
2. If I Could Fall in Love – 4:23 (Kravitz, Craig Ross)
3. Yesterday Is Gone (My Dear Kay) – 3:54
4. Stillness of Heart – 4:18 (Kravitz, Ross)
5. Believe in Me – 4:43 (Kravitz, Henry Hirsch)
6. Pay to Play – 2:53
7. A Million Miles Away – 4:35
8. God Save Us All – 3:55
9. Dig In – 3:40
10. You Were in My Heart – 5:29
11. Bank Robber Man – 3:34
12. Let's Get High – 5:41

## Formazione
- Lenny Kravitz - voce, basso, batteria, piatti, chitarra acustica, chitarra elettrica, moog, pianoforte, Fender Rhodes, stilofono, timpani
- Craig Ross - chitarra elettrica
- Henry Hirsch - organo Hammond
- David Baron - sintetizzatore

## Classifiche
| Classifica (2001) | Posizione massima |
| ----------------- | ----------------- |
| Australia         | 44                |
| Austria           | 1                 |
| Belgio (Fiandre)  | 22                |
| Belgio (Vallonia) | 18                |
| Canada            | 9                 |
| Danimarca         | 9                 |
| Finlandia         | 16                |
| Francia           | 17                |
| Germania          | 5                 |
| Giappone          | 6                 |
| Italia            | 6                 |
| Norvegia          | 14                |
| Nuova Zelanda     | 22                |
| Paesi Bassi       | 7                 |
| Polonia           | 13                |
| Regno Unito       | 55                |
| Stati Uniti       | 12                |
| Svezia            | 5                 |
| Svizzera          | 3                 |